# معركة مانتينيا (418 ق.م)
معركة مانتينيا أو المعركة الأولي من مانتينيا في 418 ق.م كان معركة كبيرة في الحرب البيلوبونيسية. أسبرطة وحلفائها هزموا جيش آرغوس ووأثينا.

## التمهيد للمعركة
بعد انتهاء التحالف بين آرغوس، آخايا، أثينا، ايلس، الإهانة لأسبرطة في الألعاب الأولمبية القديمة 420، وغزو إبيداوروس بواسطة الحلفاء، أضطرت أسبرطة أن تتحرك ضدهم، وخوفاً من التحالف مع كورنث وبعد أن جمعت الجيش الذي طبقاً لثوسيديديس «كان أفضل جيش تم تجميعه في اليونان على الإطلاق».